# Eliteserien i bandy 2009/2010
Eliteserien i bandy 2009/2010 spelades 11 november 2009-17 februari 2010 och vanns av Solberg SK, som efter slutspelet även vann det norska mästerskapet i bandy, genom att i finalmatchen den 13 mars 2010 besegra Stabæk IF med 8-1. Det var Solberg SK:s första norska mästerskapstitel sedan 1998. Lag 1-2 i serien gick vidare till semifinalspel, lag 3-4 till kvartsfinalspel. Lag 5-6 säkrade nytt kontrakt och lag 7-8 fick kvala för att hålla sig kvar.

## Seriespelet
| Nr | Lag           | Spelade | Vinster | Oavgjorda | Förluster | Gjorda mål-insläppta mål | Målskillnad | Poäng |
| -- | ------------- | ------- | ------- | --------- | --------- | ------------------------ | ----------- | ----- |
| 1  | Solberg SK    | 18      | 14      | 0         | 4         | 142 - 65                 | 77          | 28    |
| 2  | Stabæk IF     | 18      | 11      | 1         | 6         | 86 - 68                  | 18          | 23    |
| 3  | IF Ready      | 18      | 9       | 1         | 8         | 79 - 86                  | -7          | 19    |
| 4  | Mjøndalen IF  | 18      | 8       | 0         | 10        | 69 - 86                  | -17         | 16    |
| 5  | Høvik IF      | 18      | 8       | 0         | 10        | 101 - 90                 | 11          | 16    |
| 6  | Drammen Bandy | 18      | 6       | 3         | 9         | 78 - 106                 | -28         | 15    |
| 7  | Sarpsborg BK  | 18      | 7       | 0         | 11        | 89 - 100                 | -11         | 14    |
| 8  | Ullevål IL    | 18      | 6       | 1         | 11        | 81 - 124                 | -43         | 13    |

## Seriematcherna
| Omgång 1 11 november 2009: Drammen Bandy 4 - 12 Sarpsborg (Marienlyst) 11 november 2009: Ready 2 - 9 Høvik (Gressbanen) 11 november 2009: Solberg 10 - 5 Mjøndalen (Vassenga) 11 november 2009: Stabæk IF 3 - 4 Ullevål (Stabekk is) Omgång 2 15 november 2009 Høvik 13 - 2 Drammen Bandy (Hauger is) 15 november 2009 Mjøndalen 4 - 2 Ready (Vassenga) 15 november 2009 Sarpsborg 5 - 4 Ullevål (Sarpsborg) 15 november 2009 Stabæk IF 6 - 5 Solberg (Stabekk is) Omgång 3 22 november 2009 Drammen Bandy 6 - 6 Ullevål (Marienlyst) 22 november 2009 Høvik 2 - 4 Mjøndalen (Hauger is) 22 november 2009 Ready 2 - 1 Stabæk IF (Gressbanen) 22 november 2009 Solberg 9 - 1 Sarpsborg (Vassenga) Omgång 4 25 november 2009 Mjøndalen 3 - 4 Drammen Bandy (Vassenga) 25 november 2009 Stabæk IF 6 - 5 Høvik (Stabekk is) 25 november 2009 Ullevål 2 - 9 Solberg (Valle Hovin) 4 december 2009 Sarpsborg 5 - 8 Ready (Sarpsborg) Omgång 5 28 november 2009 Stabæk IF 4 - 1 Mjøndalen (Atlanten stadion) 29 november 2009 Drammen Bandy 4 - 8 Solberg (Marienlyst) 29 november 2009 Høvik 4 - 6 Sarpsborg (Hauger is) 29 november 2009 Ready 6 - 4 Ullevål (Gressbanen) Omgång 6 2 december 2009 Drammen Bandy 3 - 4 Stabæk IF (Marienlyst) 2 december 2009 Sarpsborg 5 - 2 Mjøndalen (Sarpsborg) 2 december 2009 Solberg 6 - 4 Ready (Vassenga) 2 december 2009 Ullevål 1 - 12 Høvik (Bergbanen kunstis) Omgång 7 13 december 2009 Høvik 4 - 13 Solberg (Høvikbanen) 13 december 2009 Mjøndalen 7 - 5 Ullevål (Vassenga) 13 december 2009 Ready 6 - 6 Drammen Bandy (Gressbanen) 13 december 2009 Stabæk IF 6 - 4 Sarpsborg (Stabekk is) Bonusomgång 1 18 december 2009 Ready 2 - 3 Mjøndalen (Gressbanen) 18 december 2009 Sarpsborg 3 - 9 Høvik (Sarpsborg) 18 december 2009 Solberg 4 - 0 Stabæk IF (Solbergbanen) 18 december 2009 Ullevål 3 - 4 Drammen Bandy (Bergbanen kunstis) Bonusomgång 2 20 december 2009 Drammen Bandy 6 - 7 Ready (Marienlyst) 20 december 2009 Høvik 1 - 4 Solberg (Høvikbanen) 20 december 2009 Mjøndalen 5 - 6 Ullevål (Vassenga) 20 december 2009 Stabæk IF 4 - 3 Sarpsborg (Stabekk is) | Omgång 8 26 december 2009 Høvik 4 - 8 Ready (Høvikbanen) 26 december 2009 Mjøndalen 3 - 14 Solberg (Vassenga) 26 december 2009 Sarpsborg 3 - 5 Drammen Bandy (Sarpsborg) 3 januari 2010 Ullevål 8 - 6 Stabæk IF (Bergbanen kunstis) Omgång 9 6 januari 2010 Ready 3 - 1 Mjøndalen (Gressbanen) 6 januari 2010 Solberg 6 - 0 Stabæk IF (Solbergbanen) 6 januari 2010 Ullevål 6 - 5 Sarpsborg (Bergbanen kunstis) 15 januari 2010 Drammen Bandy 1 - 3 Høvik (Marienlyst) Omgång 10 10 januari 2010 Mjøndalen 6 - 4 Høvik (Vassenga) 10 januari 2010 Sarpsborg 6 - 2 Solberg (Sarpsborg) 10 januari 2010 Stabæk IF 6 - 2 Ready (Stabekk is) 10 januari 2010 Ullevål 5 - 4 Drammen Bandy (Bergbanen kunstis) Omgång 11 17 januari 2010 Drammen Bandy 3 - 1 Mjøndalen (Marienlyst) 17 januari 2010 Høvik 2 - 6 Stabæk IF (Høvikbanen) 17 januari 2010 Ready 3 - 8 Sarpsborg (Gressbanen) 17 januari 2010 Solberg 15 - 2 Ullevål (Solbergbanen) Bonusomgång 3 5 februari 2010 Høvik 7 - 3 Drammen Bandy (Høvikbanen) 5 februari 2010 Ready 7 - 2 Ullevål (Gressbanen) 5 februari 2010 Sarpsborg 3 - 8 Mjøndalen (Sarpsborg) 5 februari 2010 Solberg 8 - 5 Stabæk IF (Solbergbanen) Bonusomgång 4 7 februari 2010 Drammen Bandy 6 - 4 Sarpsborg (Marienlyst) 7 februari 2010 Mjøndalen 3 - 2 Høvik (Vassenga) 7 februari 2010 Stabæk IF 6 - 1 Ready (Stabekk is) 7 februari 2010 Ullevål 6 - 7 Solberg (Bergbanen kunstis) Omgång 12 10 februari 2010 Mjøndalen 1 - 7 Stabæk IF (Vassenga) 10 februari 2010 Sarpsborg 10 - 3 Høvik (Sarpsborg) 10 februari 2010 Ullevål 3 - 8 Ready (Bergbanen kunstis) 12 februari 2010 Solberg 13 - 3 Drammen Bandy (Solbergbanen) Omgång 13 14 februari 2010 Høvik 10 - 7 Ullevål (Høvikbanen) 14 februari 2010 Mjøndalen 7 - 3 Sarpsborg (Vassenga) 14 februari 2010 Ready 6 - 4 Solberg (Gressbanen) 14 februari 2010 Stabæk IF 6 - 6 Drammen Bandy (Stabekk is) Omgång 14 17 februari 2010 Drammen Bandy 8 - 2 Ready (Marienlyst) 17 februari 2010 Sarpsborg 3 - 10 Stabæk IF (Sarpsborg) 17 februari 2010 Solberg 5 - 7 Høvik (Solbergbanen) 17 februari 2010 Ullevål 7 - 5 Mjøndalen (Bergbanen kunstis) |

## Slutspel

### Kvartsfinaler
- 20 februari 2010: Mjøndalen IF-Høvik IF 3-4
- 20 februari 2010: Ready-Drammen Bandy 5-4

- 22 februari 2010: Drammen Bandy-Ready 1-5 (Ready vidare med 2-0 i matcher)
- 22 februari 2010: Høvik IF-Mjøndalen IF 8-3 (Høvik IF vidare med 2-0 i matcher)

### Semifinaler
- 27 februari 2010: Stabæk IF-Ready 8-4
- 28 februari 2010: Solberg SK-Høvik IF 14-1

- 1 mars 2010: Ready-Stabæk IF 3-9
- 3 mars 2010: Høvik IF-Solberg SK 2-7

- 3 mars 2010: Stabæk IF-Ready 9-4 (Stabæk IF vidare med 3-0 i matcher)
- 5 mars 2010: Solberg SK-Høvik IF 9-8 (Solberg SK vidare med 3-0 i matcher)

### Final
- 13 mars 2010: Solberg SK-Stabæk IF 8-1

Solberg SK norska mästare i bandy för herrar säsongen 2009/2010.

## Kvalspel till Eliteserien
Lag 1-2 till Eliteserien 2010/2011. Lag 3-4 till 1. Divisjon 2010/2011.
| Nr | Lag            | Spelade | Vinster | Oavgjorda | Förluster | Gjorda mål-insläppta mål | Målskillnad | Poäng |
| -- | -------------- | ------- | ------- | --------- | --------- | ------------------------ | ----------- | ----- |
| 1  | Ullevål IL     | 3       | 2       | 1         | 0         | 22 - 12                  | 10          | 5     |
| 2  | Sarpsborg BK   | 3       | 2       | 0         | 1         | 28 - 13                  | 15          | 4     |
| 3  | Øvrevoll/Hosle | 3       | 1       | 1         | 1         | 19 - 21                  | -2          | 3     |
| 4  | Snarøya SK     | 3       | 0       | 0         | 3         | 14 - 37                  | -23         | 0     |